# Ecrizotes monticola
Ecrizotes monticola är en stekelart som beskrevs av Förster 1861. Ecrizotes monticola ingår i släktet Ecrizotes, och familjen puppglanssteklar. Arten är reproducerande i Sverige.